# 褐刺仙人掌
褐刺仙人掌是原产美国和墨西哥的一种仙人掌属植物。褐刺仙人掌常被误称为仙人镜，但仙人镜指的是光滑无刺或少刺的光茎天人掌（學名：Opuntia engelmannii var. laevis）或圆镜仙人掌。
褐刺仙人掌容易与天人掌混淆，二者的主要区别是褐刺仙人掌冬季或旱季会变成紫红色，花被基部红色、上部黄色，而天人掌四季常青，花被纯黄色。